# Зражевський Андрій Іларіонович
Андрі́й Іларіо́нович Зраже́вський (нар. 17 липня 1902 — 6 липня 1975) — український радянський ґрунтознавець і ентомолог, спеціаліст із ґрунтової фауни. Доктор біологічних наук, професор, завідувач відділу Інституту захисту рослин (Київ).

## Біографія[1]
Андрій Іларіонович Зражевський народився 17 липня 1902 року в селі Пологи-Яненки на Київщині у родині селянина. Андрій здобув середню освіту, закінчив Білоцерківський сільськогосподарський (1926) і Київський сільськогосподарський (КСГІ) інститути. Після закінчення аспірантури (1933) він здобув науковий ступінь кандидата біологічних наук.
Він працював в Уманській сільськогосподарській дослідній станції, Середньоволзькій крайовій станції хімізації сільського господарства, Українському НДІ землеробства, КСГІ,  НДІ цукрової промисловості, Інституті зоології АН УРСР.
На початку війни його призвали до лав Червоної армії. Він воював на Південно-Західному фронті, дістав поранення і був евакуйований до Киргизії. Він працював тут головним агрономом Наркомзему республіки.
Після визволення столиці України А. Зражевський повернувся до Києва (1944), знову працював у Інституті зоології АН УРСР, завідував кафедрою ґрунтознавства у КСГІ, був ученим секретарем і завідувачем лабораторії лісового ґрунтознавства в Інституті лісу АН УРСР, очолював відділ ґрунтової ентомології Українського НДІ захисту рослин.
Він захистив дисертацію на здобуття наукового ступеня доктора біологічних наук (1957), невдовзі йому надано вчене звання професора (1961).
6 липня 1975 року Андрій Іларіонович Зражевський помер.

## Наукова діяльність
Основні дослідження А. І. Зражевського зосереджені у сфері ґрунтознавства, ґрунтової зоології та ентомології. Всі вони базуються на надійному фундаменті численних експериментів та польових спостережень. Він виконав фундаментальні дослідження щодо впливу дощових червів на родючість лісових ґрунтів і підготував за результатами цієї праці докторську дисертацію, монографію та низку статей.
Вагомим був його внесок у теорію і практику лісорозведення. Зокрема, він докладно вивчив взаємозв'язки між розвитком лісової рослинності та життєдіяльністю ґрунтової фауни. Це дало можливість пояснити високу продуктивність дуба у мішаних насадженнях і причини нестійкості сосни на розораних піщаних ґрунтах
Серед його ентомологічних робіт важливе місце займає вивчення факторів, що визначають поширення бурякового довгоносика  в районах бурякосіяння. А. Зражевський розкрив значення ґрунту в розвитку окремих стадій шкідника, обґрунтував можливість і необхідність застосування агротехнічних заходів для зниження його чисельності.
Перу А. І. Зражевського належить понад 100 наукових публікацій. Він керував виконанням 15 кандидатських і консультував підготовку двох докторських дисертацій.